# Wann wird es endlich wieder so, wie es nie war (Film)
Wann wird es endlich wieder so, wie es nie war ist ein deutsch-belgischer Spielfilm aus dem Jahr 2023 von Sonja Heiss. Der Film basiert auf dem gleichnamigen autobiografischen Roman von Joachim Meyerhoff und erzählt die Geschichte seiner Kindheit und Jugend als Sohn des Direktors einer psychiatrischen Klinik.
Der Film feierte seine Weltpremiere auf der Berlinale 2023 und wurde für den Deutschen Filmpreis 2023 nominiert.

## Handlung
Der kleine Joachim verbringt seine Kindheit mit der Familie auf dem Gelände der Psychiatrie. Auch er selbst hat gelegentliche Schreianfälle, doch damit wird routiniert umgegangen. Er verliebt sich in die Selbstmord-Gefährdete Marlene. An Weihnachten muss er einen Gefühlsausbruch seiner Mutter ertragen, und so wird ihm bewusst, dass es große Probleme in der Beziehung seiner Eltern gibt. Joachim erfährt von dem Selbstmord seiner Jugendliebe, und er bekommt wieder einen Anfall. In Amerika beginnt ein neues Leben für ihn. Als er aufgrund des Unfalltodes seines Bruders wieder nach Hause kommt, scheinen sich seine Eltern wieder versöhnt zu haben. Der Vater bekennt in einer Therapiegruppe, dass er unheilbar an Krebs erkrankt ist. In der Schlussszene schaut Joachim auf ein Regal voller Aquarien, in denen Luftblasen aufsteigen. Dahinter ist Wald zu erkennen.

## Rezeption
Der Film erhielt überwiegend positive bis sehr positive Kritiken in deutschen und internationalen Medien. 
Die Berliner Zeitung schrieb in ihrer Kritik: „Leise, bedrückte Töne kennt dieser Film, er sprüht vor albernem Spaß, und er vermittelt tiefen Schmerz.“ und „Wer bei diesem Film nicht lacht, hat keinen Humor,  wer nicht weint, kein Herz.“
Die Süddeutsche Zeitung meinte „alternative Nabelschauen können aber auch bezaubernd sein, so wie im neuen Film von Sonja Heiss. Hier verdichtet und visualisiert sie (gemeinsam mit dem belgischen Kameramann Manuel Dacosse) Anekdoten zu hinreißenden Comedy-Nummern, gleichzeitig beschreibt sie den Zerfall der Familie: Aus einem im Buch nur auf wenigen Zeilen erzählten Weihnachtsstreit macht sie eine Ehekrise mit Elektromesser. Da säbelt die famose Laura Tonke als Mutter alles nieder, selbst die Stifter-Gesamtausgabe des Vaters (ebenfalls stark: Devid Striesow) muss daran glauben. Als es am Ende nichts mehr zu lachen gibt, als die Ehe der Eltern endgültig gescheitert ist und mehrere Tote oder Todkranke zu beklagen sind, schlägt die Regisseurin einen neuen Ton an. Das ist nicht mehr schreiend komisch, sondern geht ans Herz.“
Der Spiegel resümierte, „ihr (Sonja Heiss)  herausragendes Talent ist möglicherweise nicht so sehr die Satire, sondern die melancholisch-einfühlsame Menschenbeobachtung. Das wird deutlich, wenn in der Meyerhoff-Story über die eigene Kindheit und Jugend plötzlich der Schrecken einzieht.“
Die ZEIT bemängelt am Film dessen mangelnde Tiefe: „Die Figuren, die immerhin den schleichenden Zerfall ihrer Familie erleben, wirken oft blass, ihre Dialoge klingen zuweilen so hölzern, wie man es aus deutschen Filmen gewohnt ist.“
In der Rheinischen Post hieß es: „Sonja Heiss hat aus Joachim Meyerhoffs Buch einen hinreißenden Film gemacht. Er erzählt von einem Jungen, der auf dem Gelände einer Psychiatrie aufwächst, weil sein Vater dort Direktor ist.“.
Die Abendzeitung meinte „Es ist diese Balance aus jugendlicher Lebenskraft und Trauerarbeit, aus spielerischer Neugier und Desillusionierung, die beim Zuschauen das Gefühl erzeugen, in einer schönen und wahren Geschichte dabeizusein. Von dem klassisch chronologisch erzählten Film bleiben auch im Nachgang viele Bilder in Erinnerung“
Blickpunkt:Film empfand den Film als „(...) begnadet beschwingt und zutiefst emphatisch – eine Tragikomödie, die man sofort mag, weil sie so neugierig und zuneigungsvoll auf ihre Figuren blickt und den Schlingerkurs, den ihr Leben durch drei Jahrzehnte nimmt.“
Auf Moviepilot.de war zu lesen: „Die beste deutsche Komödie seit langem ist tieftraurig und todlustig zugleich“
Der FAZ-Rezensent Bert Rebhandl schrieb: „Im Kern aber geht es um eine Kindheit, die von innen heraus zerfällt, wie die Familie von Josse. Vater und Mutter (beide auf ihre Weise großartig: Laura Tonke und Devid Striesow) spielen den Kindern nichts vor, sie sind einfach auf eine Weise (auch für sich selbst) rätselhaft, die man erst im Lauf vieler Jahre als Normalzustand des Lebens begreifen lernt. Die Fragen, die man direkt nicht stellen kann, versucht man als Halbwüchsiger popkulturell zu beantworten. Und damit hat man die Mischung von „Wann wird es endlich wieder so, wie es nie war“ schon ganz gut beisammen. Irgendwie fühlt sich alles komisch an, man spürt aber in jeder Sekunde, dass eigentlich etwas sehr Trauriges im Gange ist.“
Auch Filmstarts lobte das Werk zwar als „sanften Coming-of-Age-Film“, bedauerte aber, dass dieser „am Ende doch weitgehend frei von Ecken und Kanten“ bleibe.
NDR Rezensent Walli Müller lobte den Film uneingeschränkt: „Es macht Freude, nun auch im Film einzutauchen in Meyerhoffs liebenswert-skurril gezeichneten Mikrokosmos und herzlich zu lachen.“
Das Lexikon des internationalen Films vergab vier von fünf Sternen. Es lobt die „[e]benso anrührende wie witzige Tragikomödie, die in subjektiven Anekdoten von einer Kindheit und Jugend an einem ungewöhnlichen Ort erzählt“ und „[i]n den Hauptrollen perfekt gespielt“ sei.
Alexandra Seitz bewertete den Film auf epd-film.de mit zwei von fünf Sternen und schrieb, er sei „arg langweilig geraten“.

## Auszeichnungen
- Bei der Verleihung des Deutschen Filmpreises folgten Nominierungen in den Kategorien Bester Spielfilm (Janine Jackowski, Jonas Dornbach und Maren Ade) und Beste Regie.
- Den Darstellerpreis 2023 des Günter-Rohrbach-Filmpreises erhielt Laura Tonke.[18]
- Den Preis des Oberbürgermeisters 2023 des Günter-Rohrbach-Filmpreises erhielt Sonja Heiss.[18]